# RQ-170 Сентинел
-170 Сентинел је беспилотна летелица коју је развила и проиводи компанија Локид Мартин. У оперативној је употреби је у Америчком ратном ваздухопловству, за потребе и задатке Централне обавештајне агенције. Распоређена је у Авганистану у оквиру Операције трајна слобода.
Војни аналитичари сматрају да је беспилотна летелица смањене уочљивости („невидљива“, енгл. стелт) намењена за извиђање из ваздушног простора. Лети изнад Пакистана и Ирана и сматра се да је имала допринос у откривању и прикупљању обавештајних података, о кретању и пребивалишту Бин Ладена.
У децембру 2011. године, иранске оружане снаге обориле једну ову летелицу у своме ваздушном простору, што су и приказали на својој телевизијској мрежи. инфо слика
Одређен број примерака летелица RQ-170 Сентинел распоређен је у Јужној Кореји, са наменом да извиђају и прикупљају обавештајне податке изнад Северне Кореје.

## Развој
-170 Сентинел је развила компанија Локид Мартин као беспилотну летелицу (БПЛ), смањене уочљивости („невидљива“). При њеном појављивању уочена је сличност са претходним програмима беспилотних летелица, попут RQ-3 и Локид Мартин.
Ознака RQ означава да летелица није наоружана. Ради о тактичкој извиђачкој бесилотној летелици која је намењена као флексибилна платформа за ношење већег избора опреме за прикупљање обавештајних података, из ваздушног простора.
Америчко ратно ваздухопловство, потврдило је 4. децембра 2009. године, постојање нових и нечујних извиђача и веродостојност фотографије те беспилотне летелице, сиве боје, аеродинамичке шеме „летеће крило“, стациониране су у близини Кандахара. Од тада је ова летелица у жаргону остала позната, под називом „звер Кандахара“. Наводе високих војних званичника у саопштењу не би требало да буде тешко протумачити: да са распоређивањем RQ-170 у Авганистану ваздухопловство доказује чињеницу да је летелица заиста прошла „сва оперативна доказивања“ у периоду рата у Босни, где је била на располагању, чак су на тим искуствима проверавани и експериментални системи.
Дате су штуре информације, али је RQ--170 је подвучено да то одвојен програм од MQ-X, који тек треба да се прецизира са тактичко-техничким захтевима. Самим тим, RQ-170 није замена за MQ-1 Предатор и MQ-9 Рипер летелице, које су тренутно у употреби. До маја 2011. године, америчка војска није објавила никакве допунске податке у вези са летелицом RQ--170.
Део карактеристичног цитата званичног представника америчке владе о даљој политици развоја и производње беспилотних летелица:
| „ | Ми немамо намеру искључити наше очи будућности. Нећемо увек бити попустљиви у превласти у ваздушном простору, производња и употреба БПЛ је постала наша традиција и од ње не желимо да одустанемо, у било којем сукобу. Ми улажемо наш новац у системе који имају широку примену у целом спектру сукоба. | ” |

## Пројекат
RQ-170 је поседује аеродинамичку шему летећег крила, погоњена са једним мотором, произведен у фирми Џенерал електрик, тип ТФ34 и са размахом крила од 20,116 m. Облик и концепција сугеришу на закључак да није у питању шпијунска летеца за велике висине, као што је била U-2, пре је за средње, као што су из породице Предатора. Пројекат летелице не обухвата многе савремене технологије за смањење уочљивости. Очигледно да се ишло на концепцију јефтиније летелице са једним мотором, мањом поузданошћу и сцесном ризику већих губитака у оперативној употреби. Пројектом нису избегнута засечена врата стајног органа, оштре нападне ивице крила и није са крилом скривена млазница мотора и друге мере за смањење уочљивости. Због свесног толерантнијег односа на губитке изаробљавање летелица, није било упутно улагати у скупе технологије и излагати их откривању од противничке стране.
На основу неколико јавно доступних фотографија RQ-170, ваздухопловни стручњак Бил Свитмен (енгл. Bill Sweetman) цени да је беспилотна летелица опремљена оптолетронским ИЦ сензором и највероватније са радаром са електронски скенирањем (решеткаста антена) уграђен у „стомак“ предњег дела трупа. Он је такође спекулисао да је доњака оплата модуларна и да је пројектом предвиђена опција за постављање везних тачака испод крила, за подвешавање оружја ваздух-земља и контејнера електронско ратовање. Њујорк тајмс је известио да је летелица RQ-170 „скоро сигурно“ опремљена системом за пресретање комуникација и високоосетљивим сензорима, који су у стању да детектује врло мале количине радиоактивних изотопа и хемикалије које могу да укажу на постојање постројења за нуклеарно оружје.

## Оперативна употреба
Са беспилотним летелицама RQ-170 Сентинел, опремљена је 30. извиђачка ескадрила Америчког ратног ваздухопловства. Ова јединица, са базом у Невади, постоји је од 1. септембра 2005. године. Летелице су распоређене у Авганистану, где су виђен не аеродрому у Кандахару крајем 2007. године. Ово виђење, и тадашњи тајни статус летелице, изазвало је велико подозрење и назив да је летелица „звер Кандахара“. Распоређивање летелице смањене уочљивости у Авганистану, упркос томе што Талибани немају радаре, створила је спекулације да је она намењена за задатке шпијунаже Пакистана и Ирана. Војни аналитичари су указали на чињенице, да се летелице са карактеристикама умањене уочљивости користе у задацима извиђања и шпијунских задатака суседних земаља у односу на државу стационирања. У овом конкретном случају, то је највероватније иранско ваздухопловство и системи противваздухопловне одбране, који захтевају технологију тешког уочавања упада стране летелице у ваздушни простор њихове одбрандбене одговорности.
У децембру 2009. године, јужнокорејске новине објавиле су да се летелице RQ-170 испитују у лету у Јужној Кореји, у току неколико последњих месеци и да се очекује њихово трајно распоређивање у 2010. године и да ће заменити извиђаче U-2, који су стационирани у ваздухопловној бази Осан. Као одговор на ову вест, Бил Свитмен је тврдио да су летелице RQ-170 распоређене у Авганистану и Јужној Кореји вероватно због задатака да прате у Пакистану и у Северној Кореји развоје програма балистичких ракета.
У августу 2010. године, објављено је да су те летелице RQ-170 бити ускоро премештене у Авганистан и да су потпуно опремљене за могућности преноса слике у реалном времену, са задатком да високо лете преко Пакистана и да прате масу народа у граду Аботабад, за где се веровало да живи Осама бин Ладен. Ноћу, између 1 и 2. маја 2011. године, најмање једна летелица најмање једна летелица -170 је надгледала област, док је борбена, специјална група Америчке морнарице, покренула напад на део насеља (зграду), што је резултовало смрћу Бин Ладена. Снимање напада из ваздуха, у реалном времену (уживо), гледао је лично председник Барак Обама, са својим надлежним саветницима за националну безбедност. Летелица -170 је истовремено надгледала пакистанску војску, која је слушала радио пренос у овој области, са задатком да пружи упозорење за евентуалну њихову реакцију на напад.

### Иран „преотео“ једну летелицу-170
Већ у рано пролеће 2011. године, биле су присутне информације да летелице RQ-170 лете у ваздушном простору Ирана, у оквиру извиђачких и шпијунских мисија. Медијским, електронским иранским средствима објављено је, 4. децембра, да је преузето вођење (управљање) над једном летелицом RQ-170 и да је безбедно приземљена на територију Ирана. Ово је иранска војска успела остварити са својим системом за „електронско ратовање“ и то са опремом руског порекла са називом рус. Автобаза. Летелица је заробљена у иранском ваздушном простору, изнад зоне источне границе на маршрути најважнијег свога вишедневног рејона извиђања. Саопштено је да је летелица незнатно оштећена при слетању и да се налази у поседу војске Ирана. Алџазира је известила да је летелица преузета виртуелним нападом Иранске сајбер војне јединице, након што је преузета контрола са управљањем и вођењем летелице. Министарство одбране Сједињених Америчких Држава објавило да су изгубили контролу над беспилотном летелицом у току претходне недеље, тврдећи да је „иста била у оперативној мисији изнад западном Авганистана“, када је веза са изгубљена. У саопштењу није прецизиран тип летелице. Америчка влада је такође навела да се још увек истражује узрок губитка. Амерички званичници су 6. децембра признали „да се БПЛ срушила у близини иранског ваздушног простора и да припада Цији“.
После више шпекулација са изјавама појединаца, 8. децембра на конференцији за новинаре званични представник Пентагона, рекао је „да њихови аналитичари испитују видео приказ“. Истога дана, саопштено је да су амерички званичници потврдили „да је БПЛ приказана у Ирану оригинална“.
Реалност је да је сада Ирану и његовим савезницима на располагању висока тајна технологија љубоморно чувана од стране САД. Поред тога мораће системи вођења, преноса и сензори на RQ-170 да претрпе велике измене, првенствено софтверске, пошто су потпуно разоткривени.

## Корисници
- САД
  - Америчко ратно ваздухопловство
    - Команда Америчког ратног ваздухопловства
      - 432ги ваздухопловни пук, ваздухопловна база „Криш“, Невада
        - 30та извиђачка ескадрила, опитни полигон Тонопх (енгл. Tonopah), Невада

## Карактеристике
Расположиви подаци су више него оскудни.
Опште карактеристике:
- без пилота/посаде
- дужина: 4,5
- размах: 26
- висина: 1,8
- мотор: 1 × Гарет TFE731 или Џенерал електрик, тип [8]